# Peter Zumthor
Peter Zumthor (* 26. April 1943 in Basel) ist ein international tätiger Schweizer Architekt, ehemaliger Denkmalpfleger und emeritierter Universitätsprofessor.

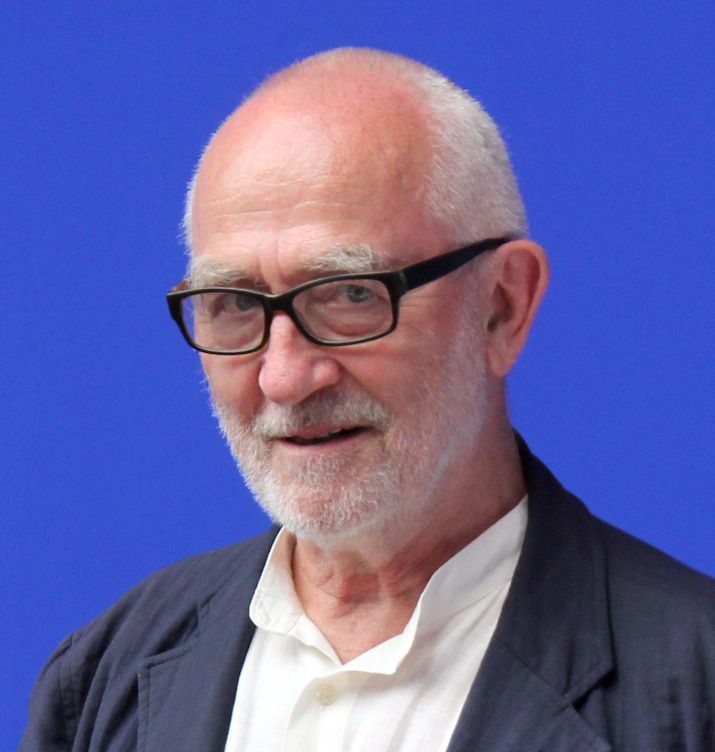
Peter Zumthor, 2018

## Werdegang
Peter Zumthor wuchs als Sohn des Schreinermeisters Oscar Zumthor auf und absolvierte bei ihm eine Ausbildung zum Möbelschreiner. Anschließend studierte er Innenarchitektur und Design an der Kunstgewerbeschule Basel und Architektur und Industrial Design am Pratt Institute in New York. Nach dem Studium arbeitete er zehn Jahre lang in der Denkmalpflege des Kantons Graubünden in Chur und setzte sich in alpinen Seitentälern, etwa dem Val Lumnezia, für den Erhalt historischer Bausubstanz ein. 1978 gründete er mit Rudolf Fontana die Ortsgruppe Graubünden des Schweizerischen Werkbundes.  1979 gründete er ein eigenes Architekturbüro in Haldenstein, das er zwischen 2008 und 2018 mit Partner Rainer Weitschies leitete und seitdem wieder eigenständig, nachdem Weitschies nach über 25 Jahren aus dem Atelier ausstieg. Zumthor lehrte als Lehrbeauftragter an der Universität Zürich (1978), als Gastprofessor am Southern California Institute of Architecture in Santa Monica, an der TU München (1989) und den Kenzo Tange Chair an der Graduate School of Design Harvard University (1999), an der Sommerakademie Graz (1989) und als Professor an der Accademia di Architettura di Mendrisio (1996–2008).
Er ist mit Annalisa Zumthor-Cuorad verheiratet, einer Schriftstellerin von rätoromanischer Literatur, und hat mit ihr drei erwachsene Kinder. Zumthor spielte in seiner Freizeit Jazz mit dem Kontrabass. Sein Sohn Peter Conradin Zumthor ist Musiklehrer und Jazz-Schlagzeuger.

## Galerie

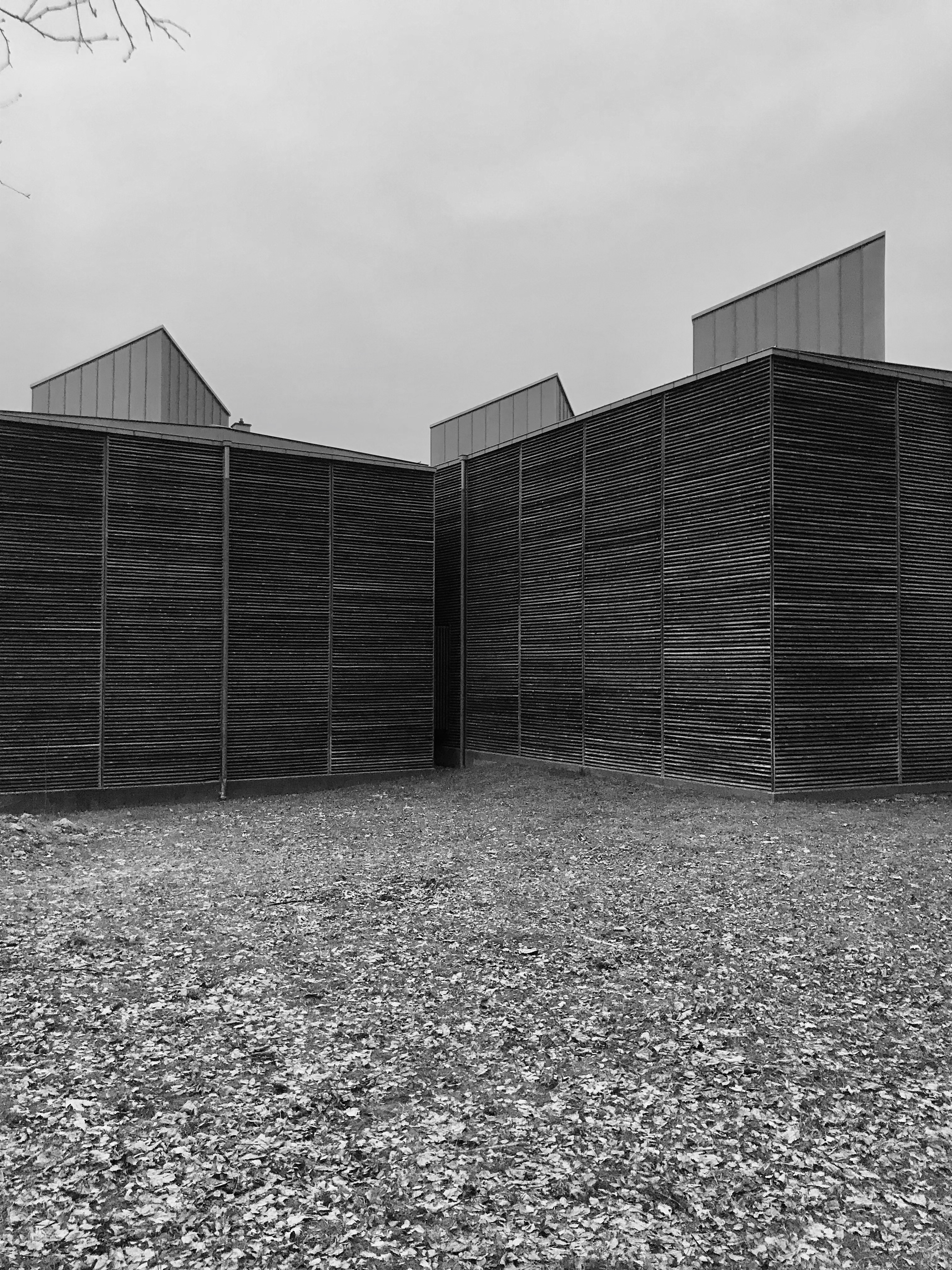
Schutzbauten für Ausgrabung römischer Funde, Chur
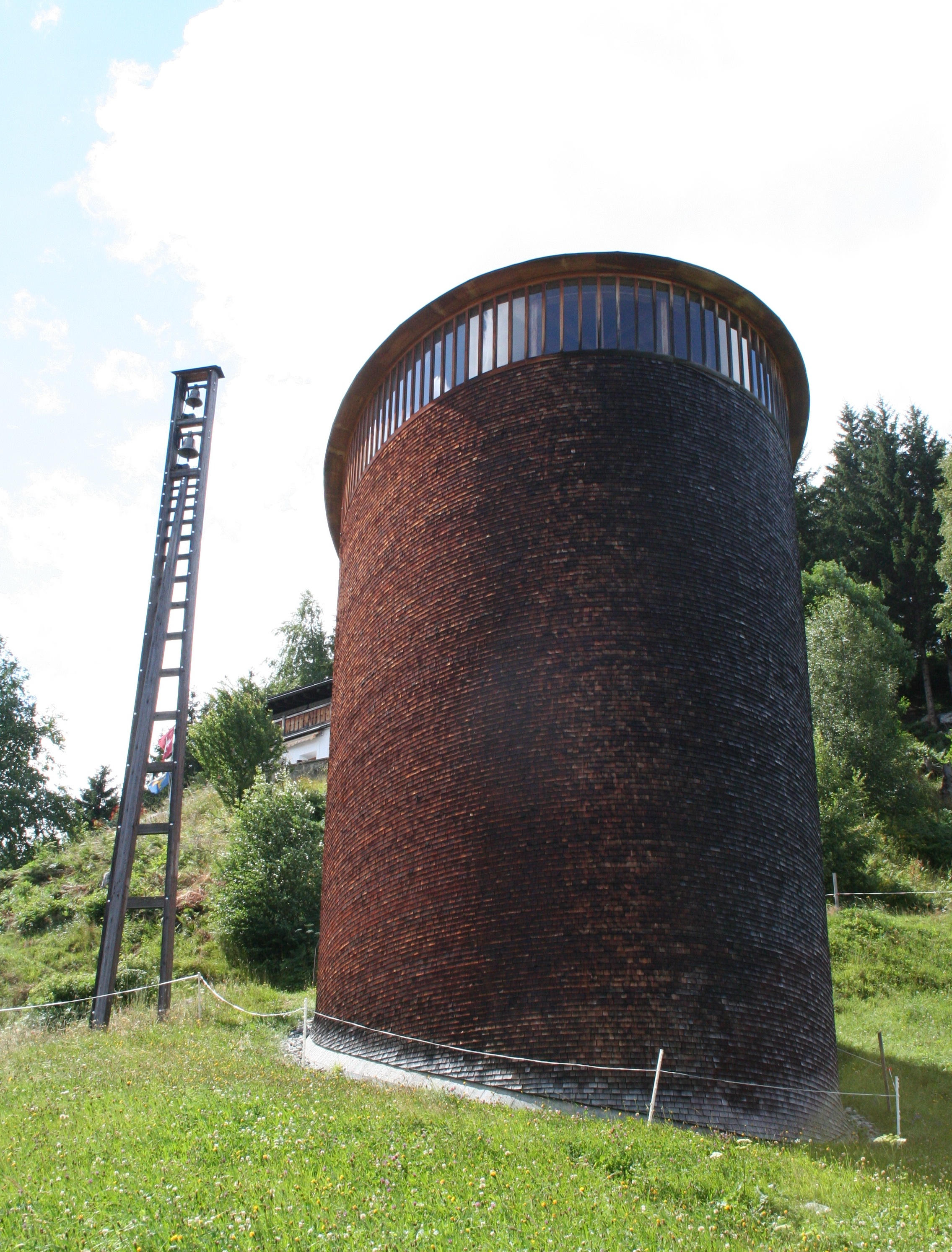
Caplutta Sogn Benedetg, Sumvitg
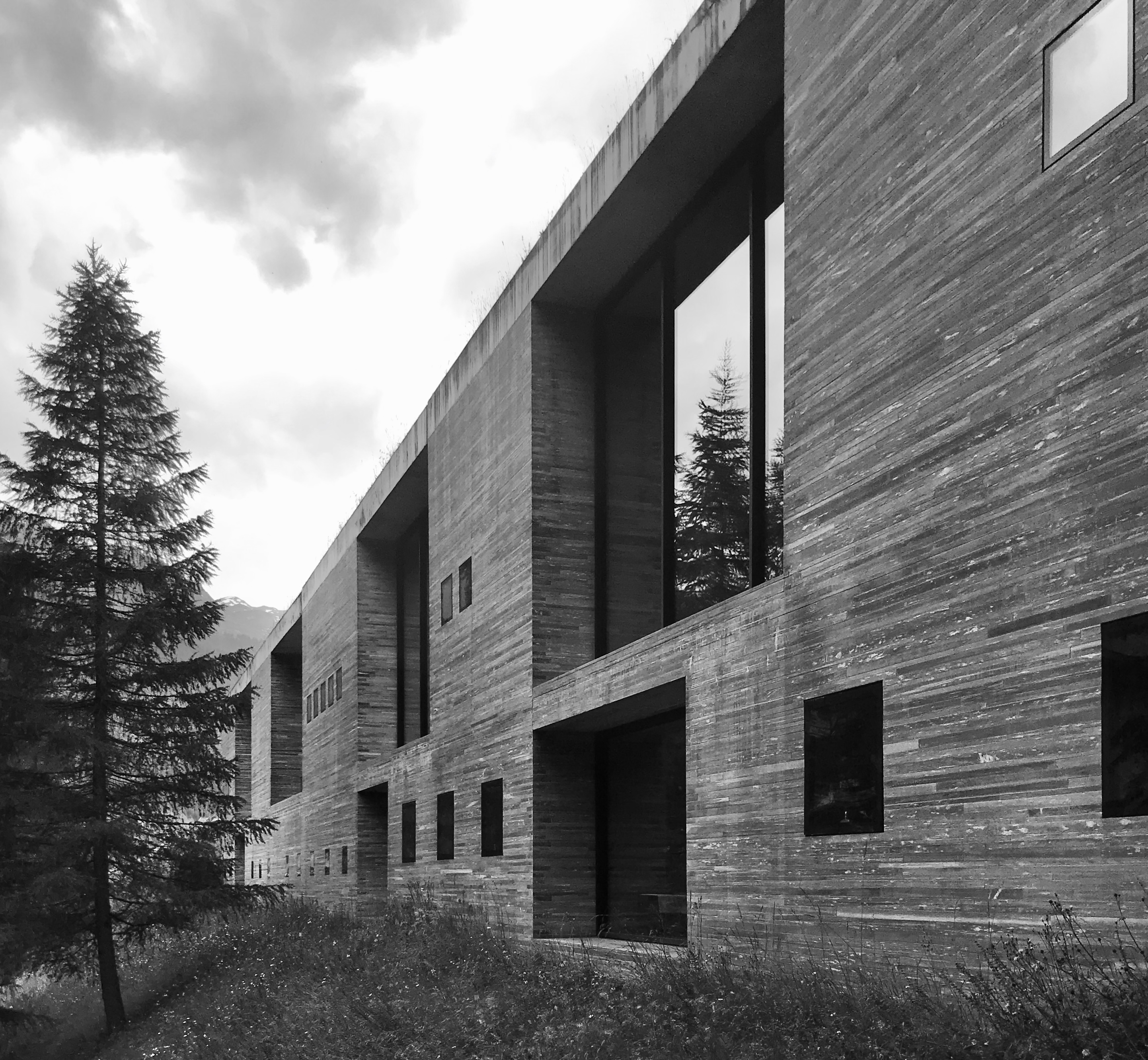
Therme Vals
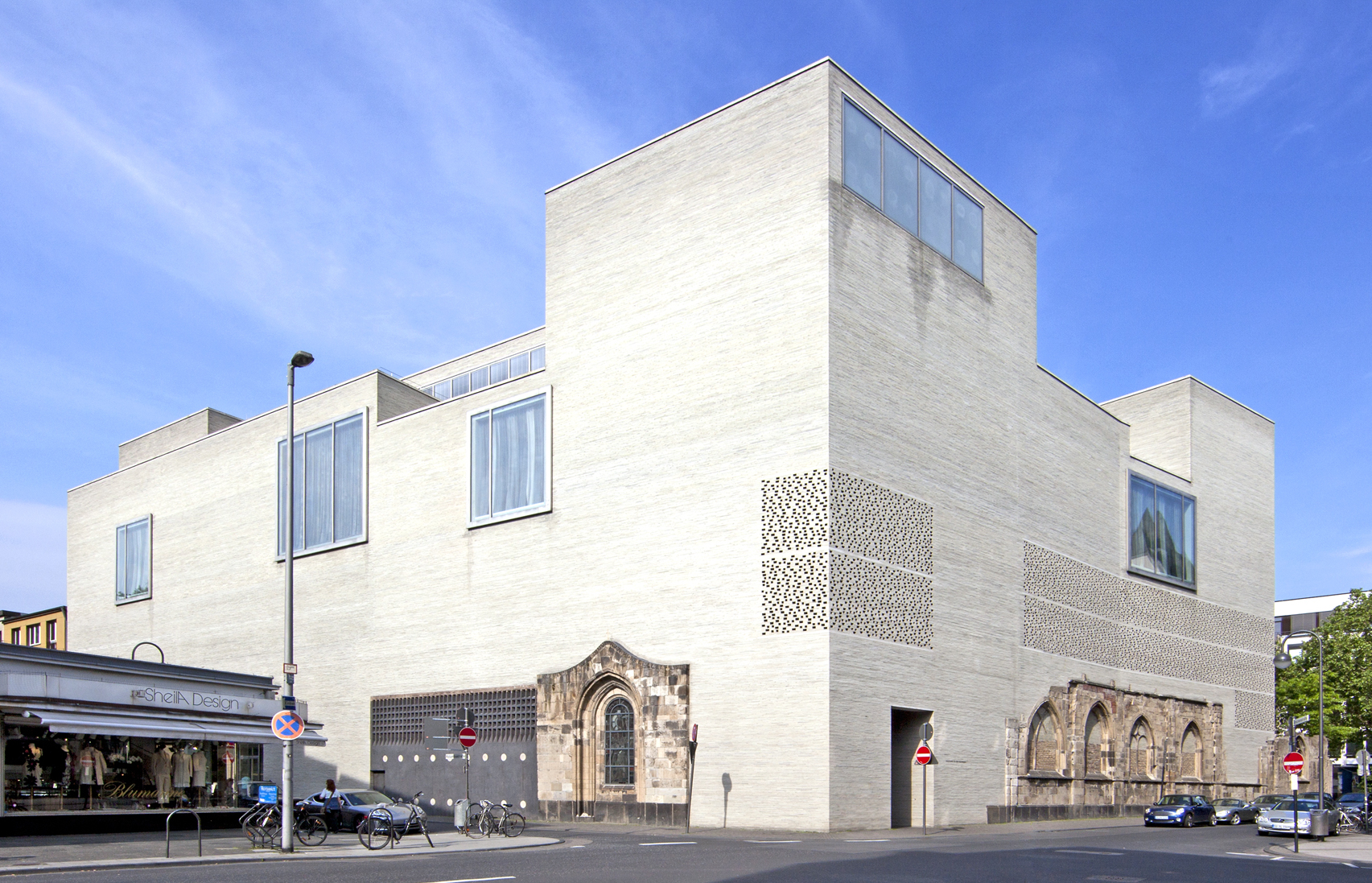
Kolumba Museum, Köln
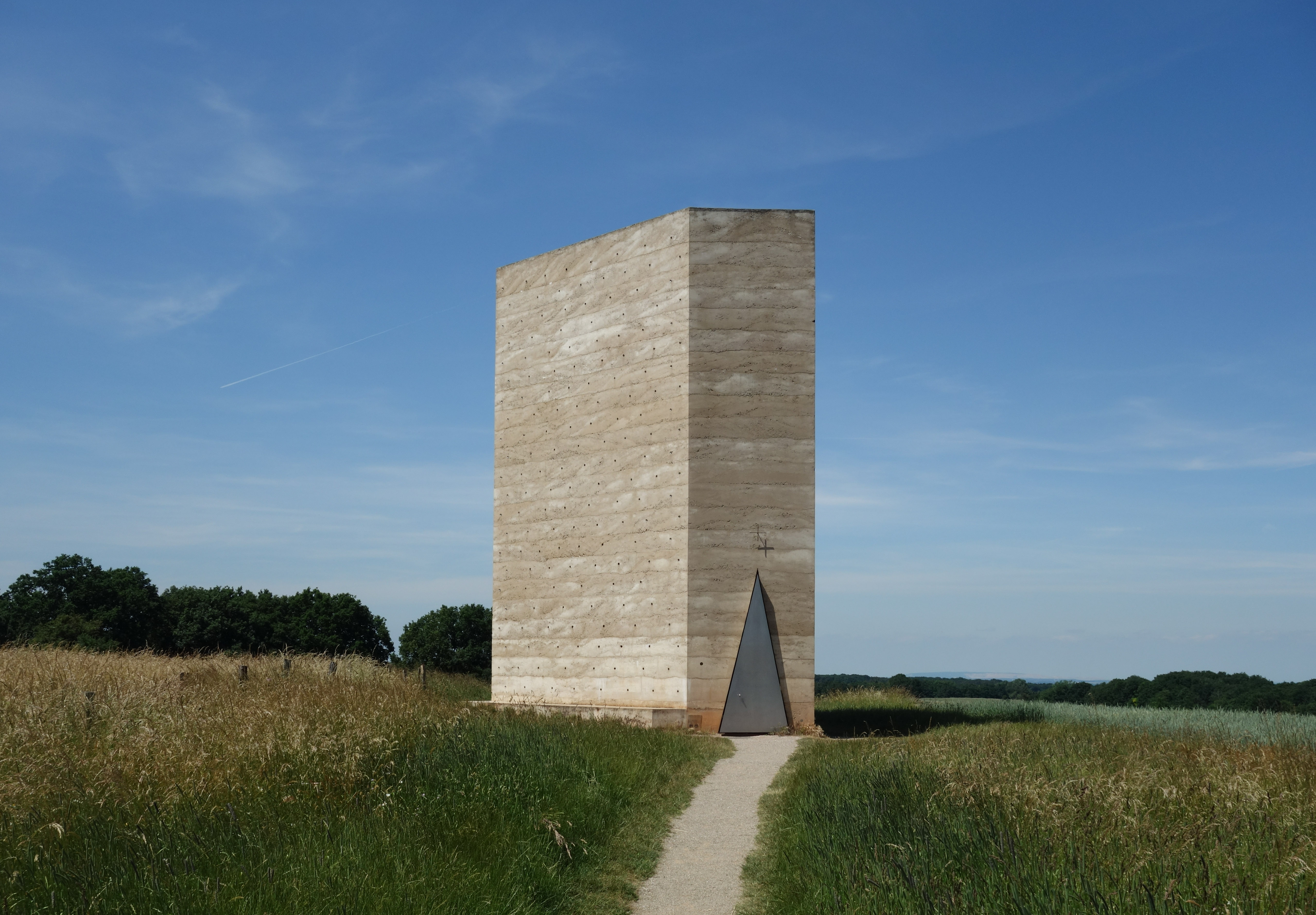
Feldkapelle Bruder Klaus, Wachendorf
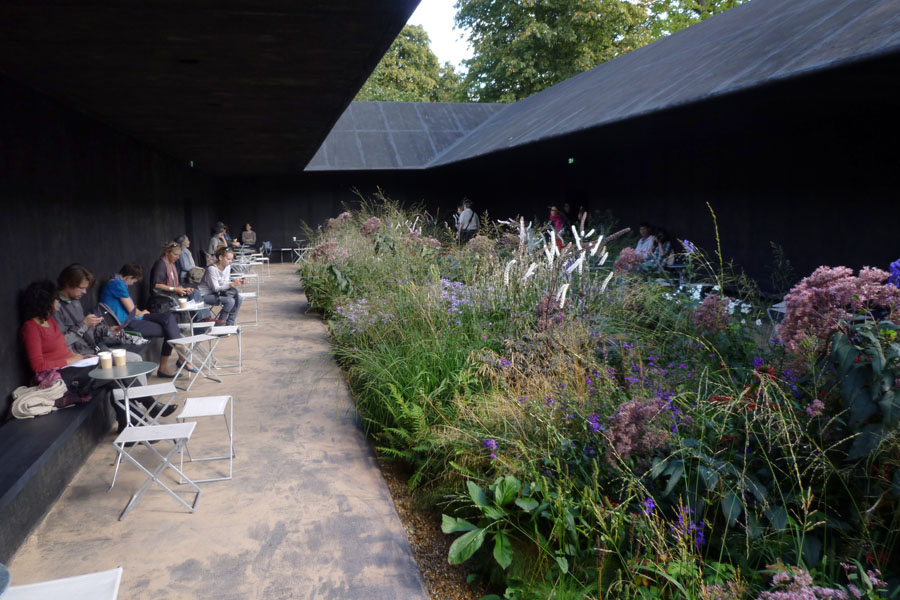
Serpentine Pavilion, London
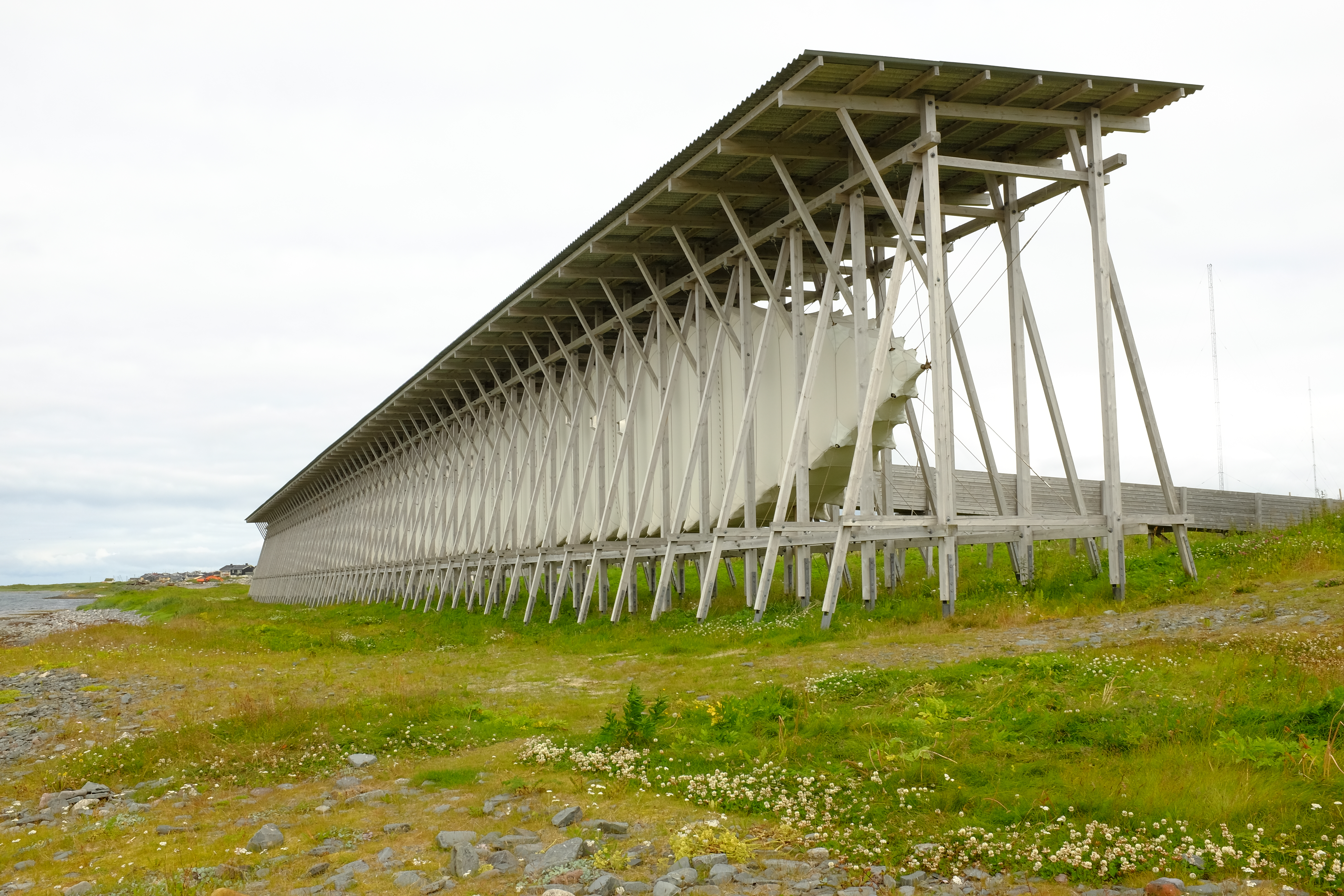
Hexenmahnmal, Vardø
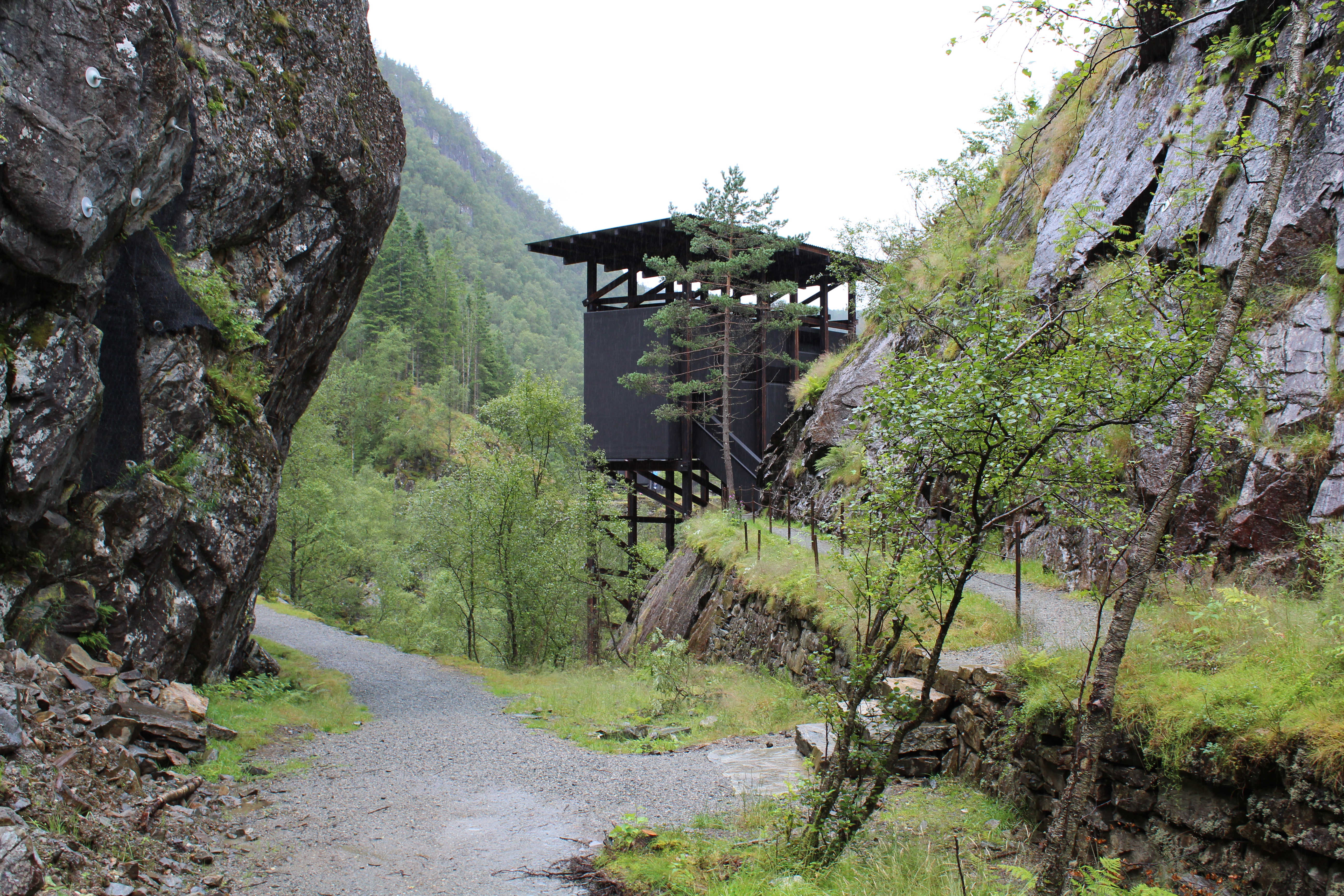
Zinkminenmuseum Sauda, Allmannajuvet

## Werk

### Architekturmodelle
Das Kunsthaus Bregenz besitzt eine Sammlung von über 300 Architekturmodellen Zumthors, die seit der dortigen Einzelausstellung 2007 vom KUB archiviert werden. Sie betreffen sowohl realisierte als auch nicht gebaute Projekte. Es kommen laufend neue Modelle hinzu. Seit 2012 wird im Postgebäude neben dem Kunsthaus im Wechsel ein Teil der Sammlung ausgestellt.

### Bauwerke
In der Architektenszene gilt Zumthor als Einzelgänger, der besonderen Wert auf die Auswahl der verwendeten Materialien legt – ebenso auf die Formen, sodass kein von ihm entworfenes Bauwerk dem anderen gleicht.
- 1969–1970: Ausbau Wohnturm Chisti – Capaul, Lumbrein mit Jürg Buchli
- 1970: Umbau Cafe de Mont, Lumbrein[4]
- 1972: Umbau Bauernhaus, Haldenstein mit Jürg Buchli
- 1975–1976: Haus Dierauer, Haldenstein mit Jürg Buchli
- 1975–1976: Umbau Bauernhaus, Haldenstein mit Jürg Buchli
- 1979–1983: Erweiterung Kreisschule Witiwäg, Churwalden (erbaut 1958 von Alfred Theus)[5]
- 1981: Renovierung Kapelle S. Clau, Vattiz[6]
- 1981–1983: Doppelhaus mit Kleinviehstall, Haldenstein mit Branger & Conzett[7][8]
- 1984: Mehrzweckhalle, Malix (Erweiterung: Bearth & Deplazes)[9]
- 1986: Atelier Zumthor, Haldenstein
- 1986: Schutzbauten Welschdörfli, Chur
- 1987: Restaurierung Casa da Meer (heute: Casa d'Angel), Lumbrein[10]
- 1989: Caplutta Sogn Benedetg, Sumvitg[11]
- 1989–1993: Wohnungen für Betagte, Chur-Masans mit Jürg Buchli[12]
- 1993: 1. Preis Topographie des Terrors (aufgrund von Baukostenüberschreitung im Jahr 2004 abgebrochen)[13]
- 1990–1994: Haus Gugalun, Versam mit Branger & Conzett[14]
- 1994–1996: Therme, Vals[15] mit Jürg Buchli
- 1997: Kunsthaus, Bregenz[16]
- 2000: Klangkörper, Schweizer Pavillon Expo 2000 Hannover auf der Expo 2000, Hannover (temporär)
- 1997–2002: Haus Luzi, Jenaz[17]
- 2003–2007: Kolumba Museum, Köln
- 1998–2005: Haus Zumthor, Haldenstein
- 1998–2006: Haus Schwarz, Chur
- 2007: Bruder-Klaus-Feldkapelle, Wachendorf
- 2009: Valserrheinbrücke, Vals mit Jürg Conzett
- 2011: Serpentine Pavillon, London (temporär)
- 2011: Hexenmahnmal, Vardø
- 2013: Werkraum Bregenzerwald, Andelsbuch
- 2011–2016: Atelier Süsswinkel 17, Haldenstein
- 2001–2016: Zinkminenmuseum, Allmannajuvet mit Jürg Buchli[18]
- 2013–2025: David Geffen Galleries des Los Angeles County Museum of Art
- seit 2016: Erweiterung Fondation Beyeler, Riehen

## Ehrungen und Preise
- 1987: Auszeichnung für gute Bauten Graubünden für Doppelhaus Räth, Schutzbauten Welschdörfli und Atelier Zumthor
- 1989: Heinrich-Tessenow-Medaille
- 1991: Gulam, European wiid-glue prize
- 1992: Neues Bauen in den Alpen für Caplutta Sogn Benedetg, Sumvitg
- 1994: Auszeichnung für gute Bauten Graubünden für Caplutta Sogn Benedetg, Wohnungen für Betagte und Haus Gugalun
- 1995: International Prize for Stone Architecture, Fiera di Verona, Italien
- 1996: Schelling-Architekturpreis
- 1996: Ehrenmitglied des Bundes Deutscher Architekten
- 1998: Carlsberg Architectural Prize
- 1998: Mies van der Rohe Preis für Kunsthaus Bregenz
- 1999: Neues Bauen in den Alpen für Therme Vals
- 2001: Auszeichnung für gute Bauten Graubünden für Therme Vals
- 2003: Ehrenmitglied des Royal Institute of British Architects
- 2004: Ehrenmitglied des AIA American Institute of Architects
- 2006: Prix Meret Oppenheim
- 2008: Praemium Imperiale
- 2008: Brick Award für Kolumba Museum, Köln
- 2008: DAM Preis für Kolumba Museum, Köln[19]
- 2008: Anerkennung – Gestaltungspreis der Wüstenrot Stiftung für Kolumba Museum, Köln
- 2009: Aufnahme in die American Academy of Arts and Sciences
- 2009: Pritzker-Preis
- 2010: Tageslicht-Award
- 2011: Kunst- und Kulturpreis der deutschen Katholiken[20]
- 2011: Architekturpreis NRW für Kolumba Museum, Köln
- 2012: Royal Gold Medal des Royal Institute of British Architects[21]
- 2013: Große Nike und Nike für Atmosphäre für Kolumba Museum, Köln[22]
- 2013: Auszeichnung für gute Bauten Graubünden für Valserrheinbrücke, Vals
- 2017: Großer BDA-Preis[23]
- 2017: Auszeichnung für gute Bauten Graubünden für Atelier Süsswinkel 17, Haldenstein
- 2020: Kulturpreis der Stadt Chur

## Ehemalige Mitarbeiter
- 1981–1987: Jürg Conzett[24]
- 1984–1988: Valentin Bearth[25]
- Andrea Deplazes
- 1985: Conradin Clavuot[26]
- 1991–1995: Donatella Fioretti
- 1993–1998: Daniel Bosshard
- 1996–1998: Gordian Blumenthal
- 1997–1998: Meritxell Vaquer i Fernàndez
- 2000: Uta Graff[27]
- 2001–2002: Francesca Torzo
- 2003–2006: Clemens Nuyken
- Peter Hutter
- Alexander Fthenakis

## Ehemalige Assistenten
- 1993–1996: Pia Durisch
- 2002–2003: Riccarda Guidotti

## Ausstellungen
- 2012: Architekturmodelle, KUB Sammlungsschaufenster Kunsthaus Bregenz
- 2017: Peter Zumthor – Dear to Me[28], Kunsthaus Bregenz[29]
- 2023: Architekturmodelle aus dem Atelier Peter Zumthor, Werkraum Bregenzerwald[30]

## Schriften
- Partituren und Bilder. Architektonische Arbeiten aus dem Atelier Peter Zumthor. Edition Architekturgalerie, Luzern 1988
- Häuser. Lars Müller, Baden 1998, ISBN 3-907044-42-8.
- Häuser 1979–1997. Fotos von Hélène Binet. Birkhäuser, Basel 1999, ISBN 3-7643-6098-4.
- Hat Schönheit eine Form? In: Christoph Metzger im Auftrag des Internationalen Musikinstitutes Darmstadt (Hrsg.): Musik und Architektur. 2003, ISBN 3-89727-227-X, S. 13.
- Architektur Denken. Birkhäuser Verlag, Basel 1999, ISBN 3-7643-6100-X. (Zweite, erweiterte Auflage 2006, ISBN 3-7643-7496-9, Dritte Auflage 2010, ISBN 978-3-0346-0555-7).
- Wieviel Licht braucht der Mensch, um leben zu können, und wieviel Dunkelheit? Birkhäuser, Basel/Boston/Berlin 2006.
- Zumthor – Spirit of Nature Wood Architecture Award 2006. Wood in Culture Association, Helsinki 2006.
- Therme Vals. Scheidegger & Spiess, Zürich 2007, ISBN 978-3-85881-704-4.
- Atmosphären. Architektonische Umgebungen. Die Dinge um mich herum. Birkhäuser, Basel/Boston/Berlin 2006, ISBN 3-7643-7494-2.
- Bauten und Projekte 1985–2013. herausgegeben von Thomas Durisch, 5 Bände. Scheidegger & Spiess, Zürich 2014, ISBN 978-3-85881-723-5.
- Die Geschichte in den Dingen. herausgegeben von P. Zumthor und Mari Landung, Scheidegger & Spiess, Zürich 2018, ISBN 978-3-85881-558-3.
- Dear to me. Peter Zumthor im Gespräch. Scheidegger & Spiess, Zürich 2021, ISBN 978-3-03942-009-4.

## Filme und Fernsehsendungen
- Peter Zumthor – Der Eigensinn des Schönen. Dokumentarfilm, Deutschland, 2000, 58 Min., Buch und Regie: Ursula Böhm, Produktion: SWR, arte, Erstsendung: 7. Februar 2001 bei arte, Inhaltsangabe von ARD.
- Pritzker-Preis für Peter Zumthor. Reportage, Deutschland, 2009, Produktion: ZDF, aspekte, Erstsendung: 22. Mai 2009.
- Architektur und Atmosphäre. Sternstunde Philosophie. Peter Zumthor im Gespräch mit Yuri Steiner. Erstsendung: 18. Juni 2017 bei SRF 1. Inhaltsangabe und Link zur Sendung